# Konvektiva moln
Konvektiva moln är moln som bildas genom konvektion, där varm, fuktig luft stiger och kondenserar till synliga molnformationer. Dessa moln är vanligtvis vertikalt utvecklade och förknippas med instabil atmosfär och ofta med nederbörd eller åskväder.
| Molntyp                 | Höjd              | Associerat väder                |
| ----------------------- | ----------------- | ------------------------------- |
| Cumulus                 | 500–6 000 m       | Lätt till måttlig nederbörd     |
| Cumulonimbus            | upp till 15 000 m | Åska, kraftigt regn, hagel      |
| Altocumulus castellanus | 2 000–7 000 m     | Instabil luft, förebådar oväder |

Konvektiva moln bildas när markytan värms upp av solen, vilket gör att luftpaket stiger. När dessa når kondensationsnivån bildas moln. Stora konvektiva system kan utvecklas till superceller eller mesoskala konvektiva system (MCS), som kan ge upphov till extremväder.
Meteorologer använder radar och satellitbilder för att övervaka konvektiva moln och varna för farligt väder. Fenomenet är särskilt vanligt i tropikerna och på mellanbreddgrader under sommarmånaderna.